# Parque nacional Guaramacal
El Parque Nacional Guaramacal o Parque Nacional General Cruz Carrillo es un parque nacional ubicado entre los estados venezolanos de Trujillo y Portuguesa. Tiene una superficie de alrededor de 215 km² y comprende el Ramal de Guaramacal, la estribación más septentrional de la Cordillera de Mérida. Los límites del parque se sitúan entre los 1600 y 1800 m de altura, y la máxima elevación, en el páramo de Guaramacal está a 3100 m.

## Vegetación
En las faldas de la montaña por debajo de los 1600 m s. n. m. se observa un complejo bosque medio y semicaduco. Entre esta altitud promedio y los 2500 m s. n. m., se presenta un bosque húmedo de una composición florística muy compleja, con una gran cantidad de variadas epífitas, orquídeas y helechos, en este piso biótico se distingue el yagrumo Cecropia telinitida.

## Flora
Los primeros estudios florísticos dentro del parque datan de 1987, y mencionaban un total de 482 especies de plantas. Un estudio más profundo y sistemático realizado en el 2000 arrojó un total de 147 familias, 517 géneros y al menos 1227 especies, aportando descripciones para 33 taxones nuevos para la ciencia.

## Fauna
La fauna es abundante y variada, en el parque se han reportado unas 150 especies de aves, al menos 36 especies de mamíferos, 14 especies de anfibios y 11 de reptiles además el 40% de las especies de reptiles y anfibios registradas son endémicas de la zona. El macizo de Guaramacal presenta especies endémicas como una salamandra Bolitoglosa sp, en los cuerpos de agua se puede ver el perrito de agua Chironectes minimus, 12 especímenes de sapos y ranas ubicados en las familias Leptodactylidae, Dendrobatidae, Hylidae, Centrolenidae y Bufonidae. Con respecto a los reptiles se encuentran 7 especies de serpientes y 4 de lagartos dos de estos posiblemente endémicos del parque de los géneros Anolis y Phenacosaurus y una serpiente cascabel venenosa Bothrops sp. De entre los mamíferos se encuentran especies de siete órdenes y 15 familias, además de algunas amenazadas de extinción como el oso andino o frontino Tremarctos ornatus, venados como el matacán o candelillo Mazama rufina, grandes felinos como el jaguar Panthera onca, el puma Felis concolor el cunaguaro Leopardus pardalis el guache paramero Nasuella olivacea, el olingo Bassaricyon gabbii y la Musaraña de Mérida Cryptotis meridensis el grupo más diverso es el de los murciélagos entre los cuales se pueden hallar 16 especies como el Eptesicus brasiliensis, Lasiurus ega y Myotis oxyotus, otro grupo bastante diverso es el de los roedores de los cuales hay 8 especies;  Heteromys anomalus, Neacomys tenuipes, Nephelomys albigularis, Mycroryzoyis minutus, Aepeomys schistaceus, Aepeomys lugens, Thomasomys laniger y Agouti taczanowskii, Otros mamíferos comunes son la pereza Bradypus variegatus, el rabipelado Didelphis albiventris, el mono araguato Alouatta seniculus y el cuchi cuchi Potos flavus. La avifauna presenta hermosos ejemplares, valiosos por su canto y hermoso plumaje, como el cardenalito Carduelis cucullata, muy perseguido para cruzarlo con el canario, obteniendo un híbrido de bello color rojo y de canto melodioso, lo que ocasionó la reducción de sus poblaciones, también otras especies como lo son el Paují copete de piedra Pauxi pauxi, uno de los crácidos más amenazados, el Tucán Azul Andigena nigrirostrus, águila de copete Oroaetus isidori, el Perico cabecirojo Pyrrhura rhodocephala, el semillero aplomado Haplospiza rustica, el tapaculo de Ocelos Acropternis orthonix, la pavita andina Glaucidium jardinii y el águila pescadora Pandion haliaetus.

## Galería

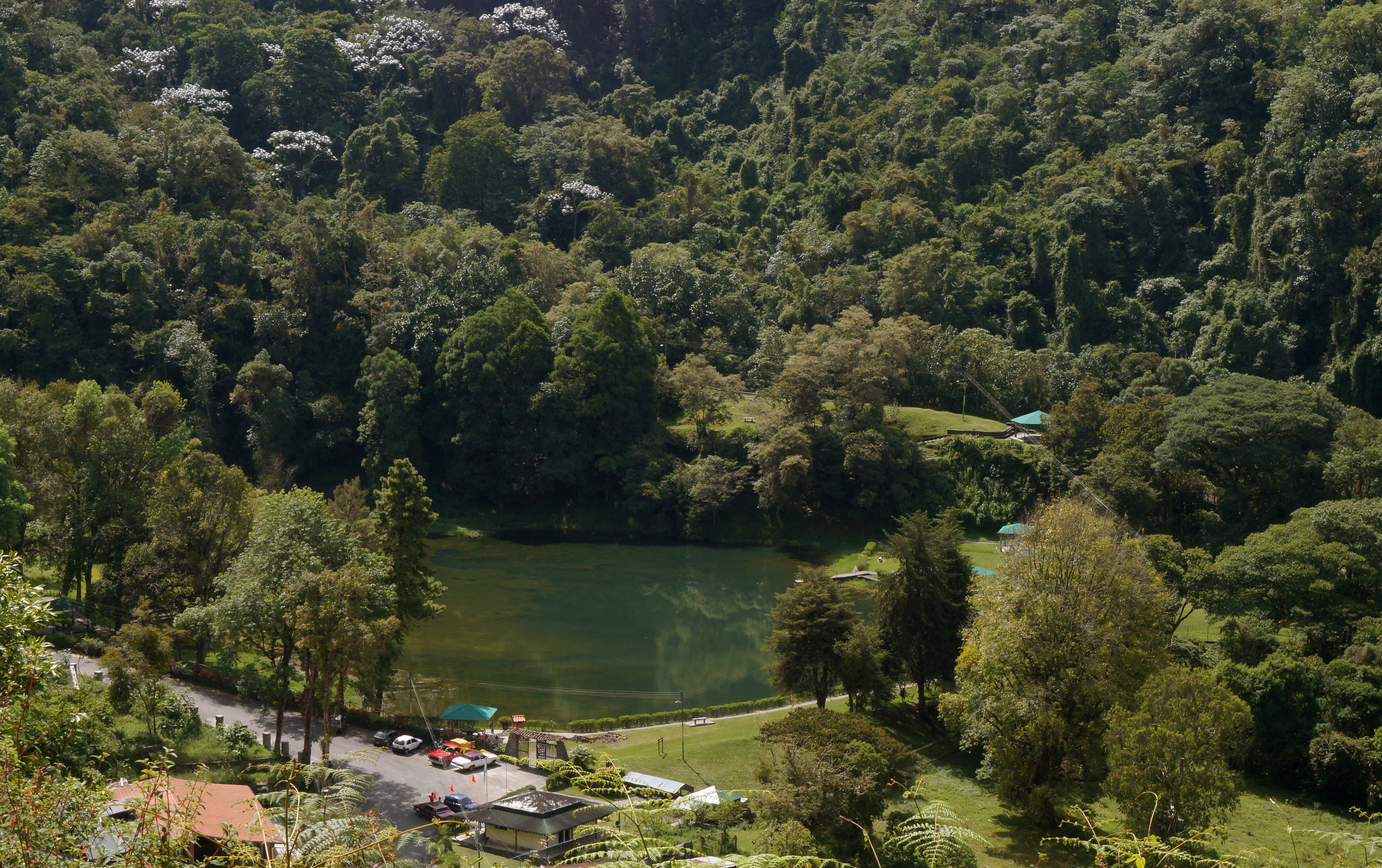
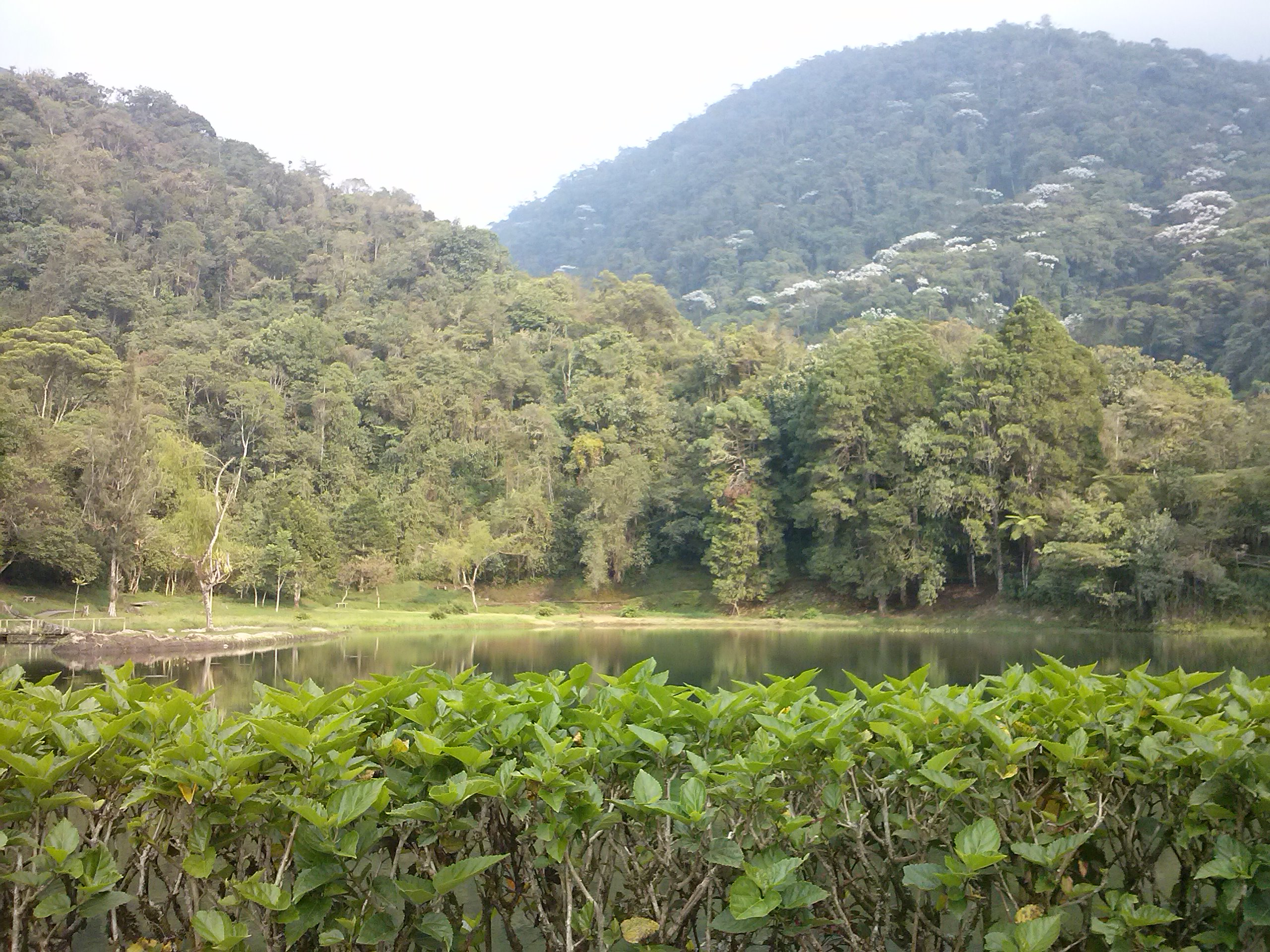
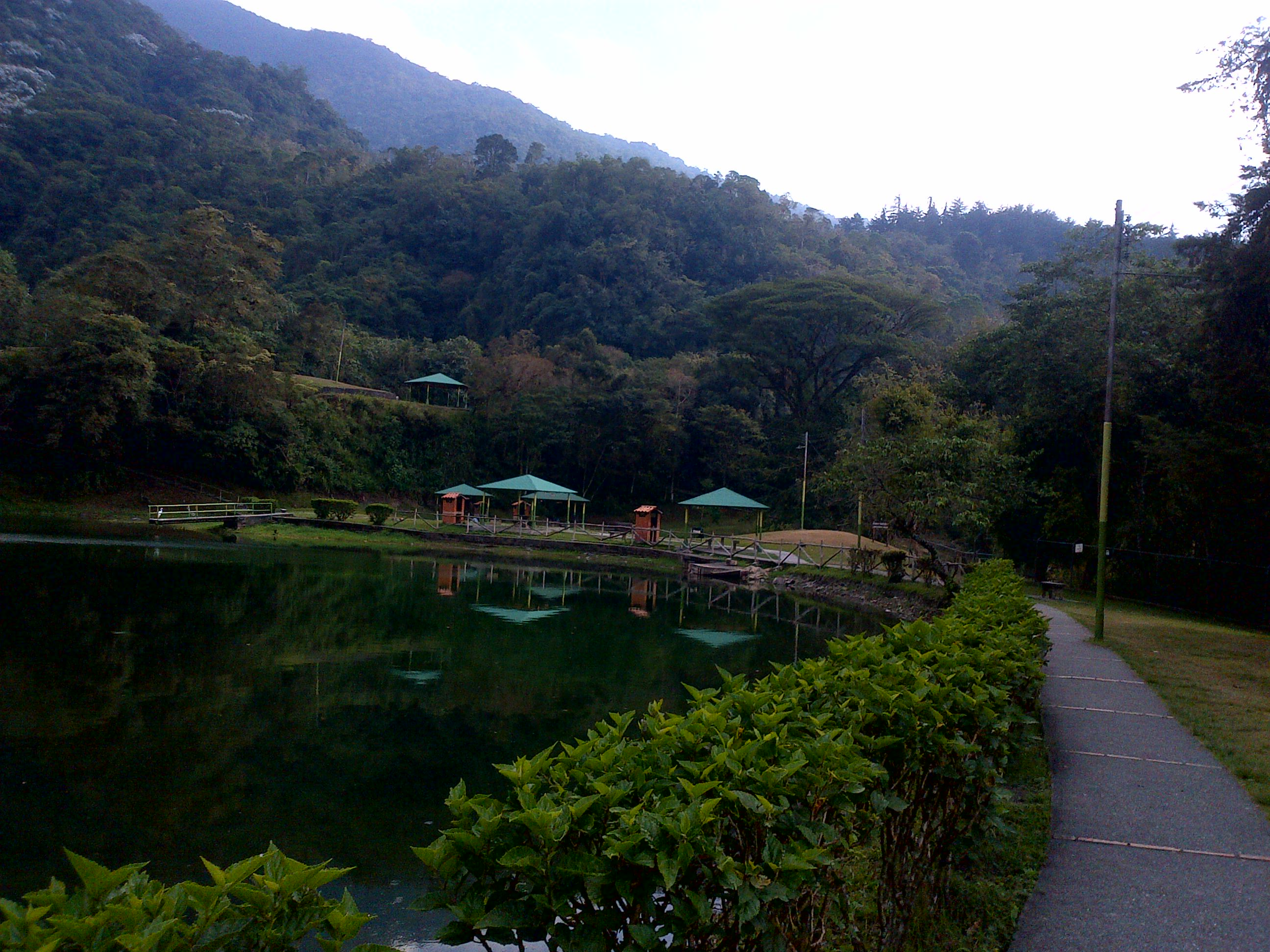
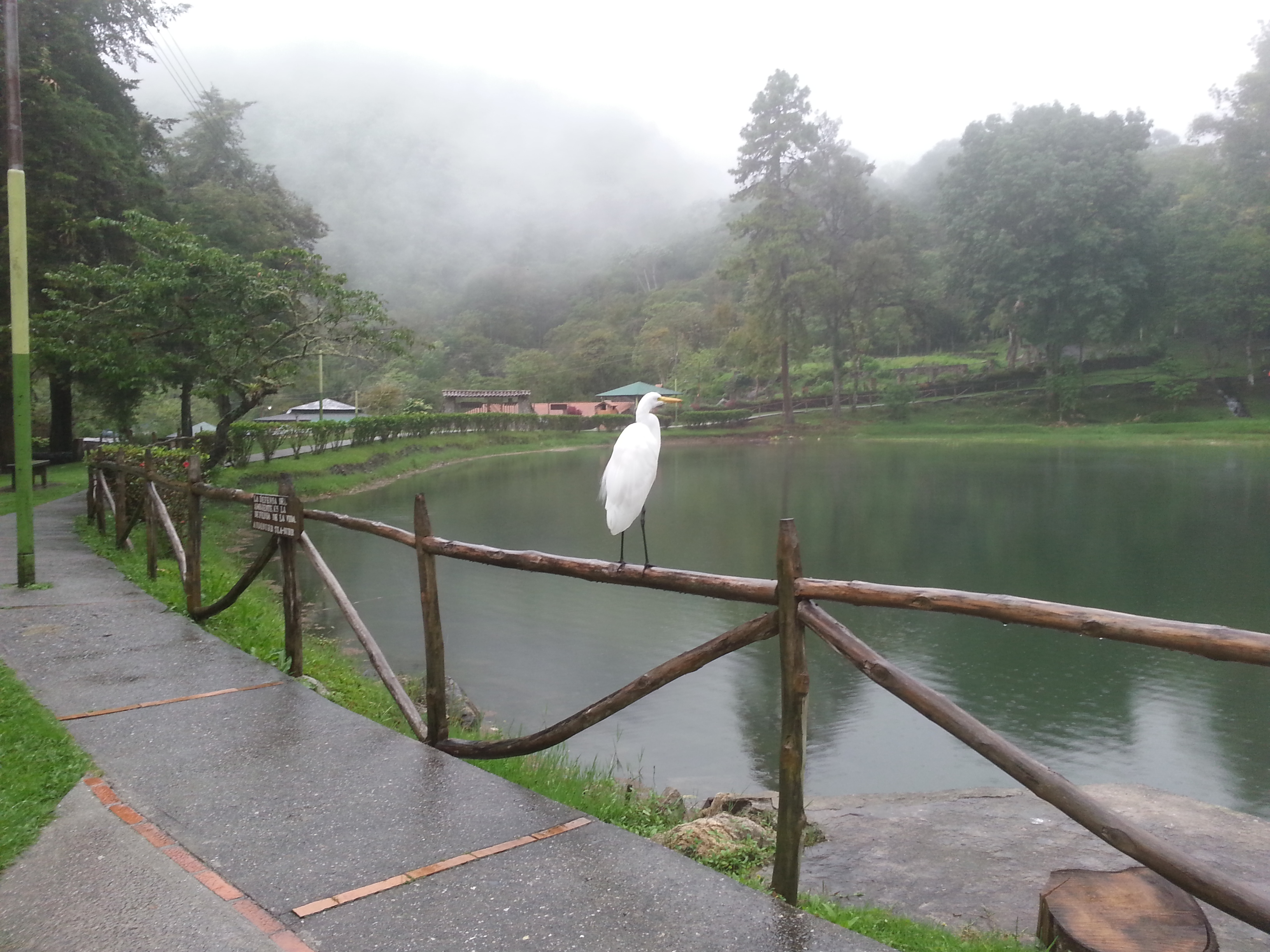
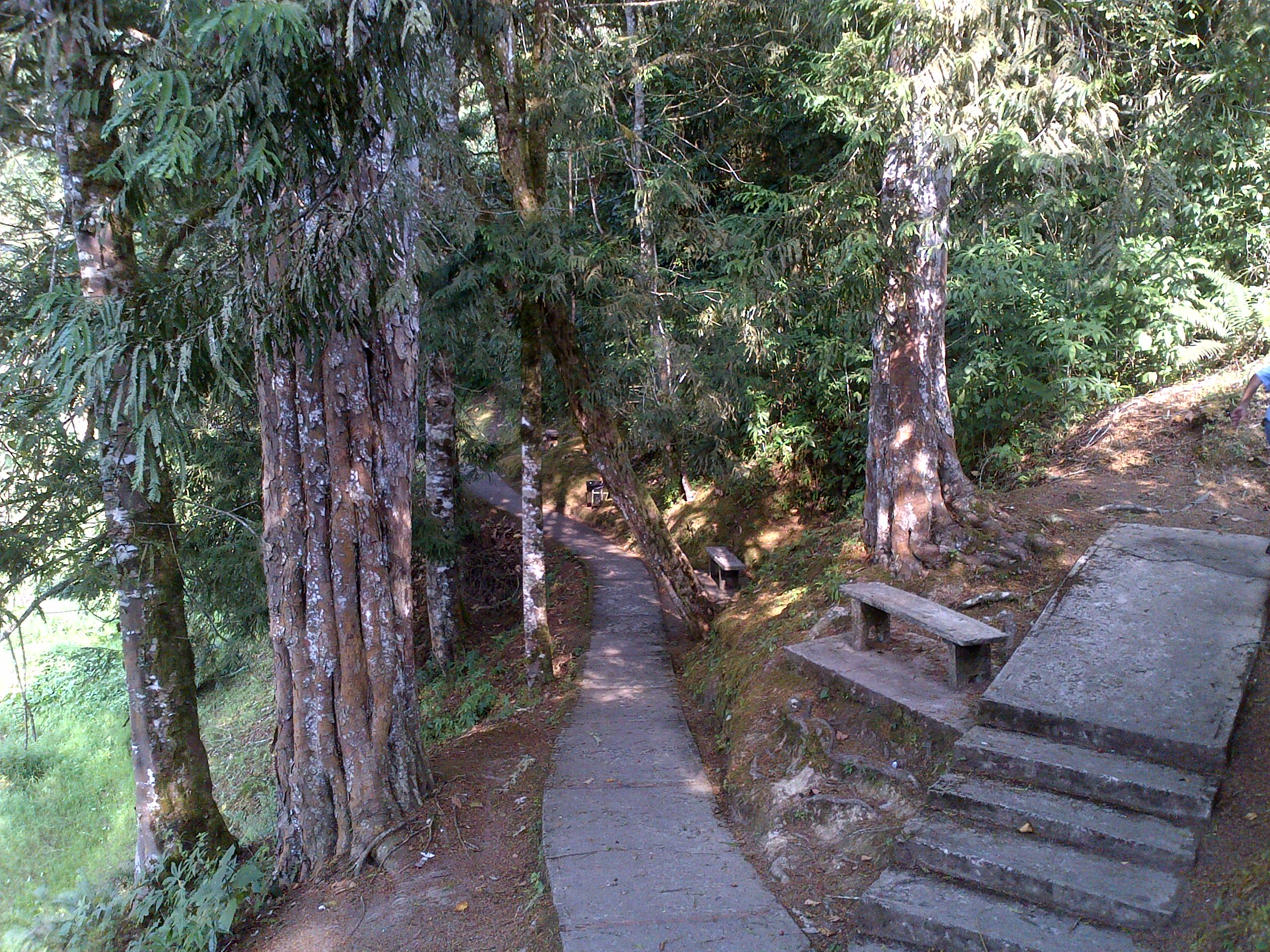